# Chi Dứa gai
Chi Dứa gai (danh pháp khoa học: Bromelia) là một chi thực vật có nguồn gốc ở khu vực nhiệt đới châu Mỹ, với đặc trưng là các hoa với đài hoa bị nứt sâu, thuộc họ Dứa (Bromeliaceae). Trong tiếng Việt, nó có thể gọi là dứa gai hay dứa dại, tuy nhiên tên gọi dứa dại khá mơ hồ, xem phần lưu ý. Tên gọi này được đặt theo tên của nhà thực vật học người Thụy Điển là Olaf Bromelius (mất năm 1705).

## Một số loài
Nó bao gồm các loài sau:
- Bromelia alsodes
- Bromelia alta
- Bromelia antiacantha
- Bromelia arenaria
- Bromelia balansae
- Bromelia chrysantha
- Bromelia flemingii
- Bromelia goeldiana
- Bromelia goyazensis
- Bromelia hieronymii
- Bromelia horstii
- Bromelia humilis
- Bromelia karatas
- Bromelia macedoi
- Bromelia palmeri
- Bromelia pinguin
- Bromelia scarlatina
- Bromelia serra
- Bromelia sylvicola

Các sợi dứa gai khá dai thu được từ B. serra và B. hieronymi, cả hai đều được gọi là chaguar, là một trong những yếu tố cơ bản trong nền kinh tế của bộ lạc Wichí tại khu vực bán khô cằn Gran Chaco của Argentina.

## Lưu ý
Trong tiếng Việt, từ dứa dại còn được dùng để chỉ một bộ, họ và chi có danh pháp khoa học tương ứng là Pandanales, Pandanaceae và Pandanus không có quan hệ họ hàng gì với chi này và nó được dùng để chỉ các đơn vị phân loại của nhóm thực vật này.